# Funny Little Frog
Funny Little Frog är den första singeln från Belle and Sebastians musikalbum The Life Pursuit. Låten släpptes i januari 2006 på Rough Trade Records och producerades av Tony Hoffer.
Kvinnorna på omslaget är Julie Coyle och Marisa Privitera.

## Låtlista

### CD
1. "Funny Little Frog" – 3:08
2. "Meat and Potatoes" – 4:26
3. "I Took a Long Hard Look" – 3:34

### 7" vinyl
1. "Funny Little Frog" – 3:08
2. "The Eighth Station of the Cross Kebab House" – 3:57

### DVD
1. "Funny Little Frog" (video)
2. "Lazy Line Painter Jane" (live i The Botanics)